# Indian National Football League 2001-2002
L'Indian National Football League 2000-2001 è stata la quinta edizione della National Football League il campionato professionistico indiano di calcio. È iniziato il 12 dicembre 2001 ed è concluso il 15 aprile 2002.

## Squadre
| Squadra             | Luogo                | Stadio                                 |
| ------------------- | -------------------- | -------------------------------------- |
| Churchill Brothers  | Goa                  | Fatorda Stadium                        |
| East Bengal         | Kolkata, West Bengal | Salt Lake Stadium                      |
| H.A.L               | Bangalore            |                                        |
| ITI                 |                      |                                        |
| JCT                 | New Delhi            | Ambedkar Stadium                       |
| Kochin              | Kochi                | Jawaharlal Nehru International Stadium |
| Mahindra Utd        | Mumbai               | Cooperage Ground                       |
| Mohun Bagan         | Kolkata              | Salt Lake Stadium                      |
| Punjab Police       |                      |                                        |
| Salgaocar           | Vasco da Gama        | Fatorda Stadium                        |
| Tollygunge Agragami | Tollygunge           | Rabindra Sarobar Stadium               |
| Vasco               | Goa                  | Duler Stadium                          |

## Classifica
|  | Pos. | Squadra             | Pt | G  | V  | N | P  | GF | GS | DR  |
|  | ---- | ------------------- | -- | -- | -- | - | -- | -- | -- | --- |
|  | 1.   | Mohun Bagan         | 44 | 22 | 13 | 5 | 4  | 31 | 19 | +12 |
|  | 2.   | Churchill Brothers  | 42 | 22 | 12 | 6 | 4  | 44 | 19 | +25 |
|  | 3.   | Vasco               | 40 | 22 | 12 | 4 | 6  | 28 | 20 | +8  |
|  | 4.   | Salgaocar           | 39 | 22 | 10 | 9 | 3  | 32 | 17 | +15 |
|  | 5.   | East Bengal         | 36 | 22 | 11 | 3 | 8  | 31 | 23 | +8  |
|  | 6.   | Mahindra Utd        | 33 | 22 | 9  | 6 | 7  | 25 | 19 | +6  |
|  | 7.   | ITI                 | 30 | 22 | 8  | 6 | 8  | 26 | 26 | 0   |
|  | 8.   | H.A.L               | 28 | 22 | 8  | 4 | 10 | 18 | 26 | -8  |
|  | 9.   | Tollygunge Agragami | 23 | 22 | 6  | 5 | 11 | 26 | 37 | -11 |
|  | 10.  | JCT                 | 21 | 22 | 5  | 6 | 11 | 18 | 26 | -8  |
|  | 11.  | Kochin              | 17 | 22 | 4  | 5 | 13 | 12 | 32 | -20 |
|  | 12.  | Punjab Police       | 12 | 22 | 3  | 3 | 16 | 11 | 38 | -27 |

Legenda:

      Vincitrice della National Football League.

     Retrocessione